# Steven Berkoff
Pour les articles homonymes, voir Berkoff.
Steven Berkoff est un acteur, dramaturge, scénariste et réalisateur britannique, né le 3 août 1937 à Stepney (Londres). À l'image de Robert Davi ou Gary Busey, il est surtout connu pour les rôles de méchants qu'il a incarnés dans les années 1980 (Le Flic de Beverly Hills, Rambo 2 : La Mission, Outland ou Octopussy).

## Biographie
Berkoff est né Leslie Steven Berks le 3 août 1937 à Stepney dans l'East End de Londres, fils de Pauline « Polly » (née Hyman), une femme au foyer, et d'Alfred « Al » Berks, un tailleur. Il avait une sœur aînée, Beryl (1930-avant 2010). Il vient d'une famille juive ;  ses grands-parents ont émigré en Angleterre dans les années 1890, ses grands-parents paternels de Roumanie et ses grands-parents maternels de Russie,. Le nom de famille était à l'origine Berkowitz, mais le père de Steven l'a anglicisé en Berks afin de faciliter l'assimilation de la famille dans la société britannique. Steven (qui était connu sous le nom de Leslie en grandissant) a plus tard légalement changé son nom de famille en Berkoff et n'a plus utilisé que son deuxième prénom.
Pendant la Seconde Guerre mondiale, Berkoff, sa sœur et leur mère ont été évacués à Luton, Bedfordshire en 1942. En 1947, lui et sa famille ont émigré aux États-Unis, naviguant de Southampton à bord du Queen Elizabeth pour vivre avec des parents de la mère de Berkoff à Nyack de l'état de New York. Cependant, le père de Berkoff a eu du mal à trouver du travail et après quelques mois, la famille est retournée en Angleterre. Berkoff a fréquenté la Raine's Foundation Grammar School (1948-1950) et la Hackney Downs School (1950-1955). En 1952, il est arrêté pour vol de bicyclette et condamné à trois mois de borstal. Il suit des cours d'art dramatique au City Literary Institute (1957-1958), se forme comme comédien à la Webber Douglas Academy of Dramatic Art (1958-1959), puis se forme au théâtre physique et au mime à L'École Internationale de Théâtre Jacques Lecoq, diplômé en 1965.

### Théâtre
Berkoff a commencé sa formation théâtrale dans la Repertory Company au Her Majesty's Theatre à Barrow-in-Furness, pendant environ deux mois, en juin et juillet 1962.
En plus d'être acteur, Berkoff est un dramaturge et metteur en scène. Ses premières pièces de théâtre sont des adaptations d'œuvres de Franz Kafka : La Métamorphose (1969) ;  Dans la colonie pénitentiaire (1969), et Le procès (1971). Dans les années 1970 et 1980, il a écrit une série de pièces en vers dont East (1975), Greek (1980), et Decadence (1981), suivi de West (1983) (plus tard adapté et enregistré à Limehouse Studios pour être transmis sur Channel 4 en 1983), Harry's Christmas (  Lunch) (également enregistré aux Limehouse Studios en 1983 mais n'a jamais été transmis par Channel 4 car considéré comme « trop sombre »), Villan dans Beverly Hills Cop 1984,Sink the Belgrano! (1986), Massage (1997) et La vie amoureuse secrète d'Ophélie (2001). Berkoff a décrit « Sink the Belgrano ! » comme « même selon mes normes modestes... l'une des meilleures choses que j'ai faites »,.
Le critique dramatique Aleks Sierz décrit le style dramatique de Berkoff comme du théâtre « In-Yer-Face » : « The language is usually filthy, characters talk about unmentionable subjects, take their clothes off, have sex, humiliate each other, experience unpleasant emotions, become suddenly violent. At its best, this kind of theatre is so powerful, so visceral, that it forces audiences to react: either they feel like fleeing the building or they are suddenly convinced that it is the best thing they have ever seen and want all their friends to see it too. It is the kind of theatre that inspires us to use superlatives, whether in praise or condemnation. »
En 1988, Berkoff a dirigé une interprétation de Salome de Oscar Wilde, jouée au ralenti, au Gate Theatre, Dublin. Pour son premier poste de réalisateur au Royal National Theatre du Royaume-Uni. Berkoff a relancé la pièce avec une nouvelle distribution au Lyttelton Auditorium ;  il a ouvert ses portes en novembre 1989. En 1998, sa pièce solo Shakespeare's Villains a été créée au Haymarket Theatre de Londres et a été nommée pour un Society of London Theatre Prix Laurence Olivier du meilleur divertissement.
Dans une interview de 2010 avec la présentatrice invitée Emily Maitlis sur The Andrew Marr Show, Berkoff a déclaré qu'il trouvait « flatteur » de jouer des personnages diaboliques, affirmant que les meilleurs acteurs assumaient des rôles méchants. En 2011, Berkoff a relancé un one-man show précédemment joué aux Hammersmith Riverside Studios, intitulé One Man. Il s'agissait de deux monologues;  la première était une adaptation de la nouvelle de Edgar Allan Poe Le Cœur révélateur (The Tell-Tale Heart), la seconde une pièce intitulée  Dog, écrite par Berkoff, qui était une comédie  à propos d'un fan de football bruyant et de son chien. En 2013, Berkoff a joué sa pièce An Actor's Lament au Sinden Theatre à Tenterden dans le Kent ;  c'est sa première pièce en vers depuis Decadence en 1981. Sa pièce en un acte de 2018 Harvey traite de l'histoire de Harvey Weinstein.

## Filmographie

### Comme acteur
- 1958 : I Was Monty's Double : Extra
- 1958 : La Blonde et le Shérif (The Sheriff of Fractured Jaw) : Extra
- 1959 : L'Impasse aux violences (The Flesh and the Fiends) : Medical Student
- 1959 : The Captain's Table
- 1959 : The Devil's Disciple : British corporal
- 1964 : Hamlet (TV) : Lucianus
- 1965 : An Enemy of the State (feuilleton TV) : Defence Counsel
- 1965 : Chapeau melon et bottes de cuir (série télévisée) : les fossoyeurs
- 1967 : Slave Girls : John
- 1968 : Vendetta for the Saint : Bertoli
- 1971 : Nicolas et Alexandra (Nicholas and Alexandra) : Pankratov
- 1971 : Orange mécanique (A Clockwork Orange) : Det. Const. Tom
- 1975 : Profession : reporter (Professione: reporter) : Stephen
- 1975 : Barry Lyndon : Lord Ludd
- 1977 : Joseph Andrews : Greasy Fellow
- 1980 : McVicar : Ronnie Harrison
- 1981 : Outland ...loin de la terre (Outland) : Sagan
- 1982 : Coming Out of the Ice (TV) : Atoman
- 1983 : Octopussy : General Orlov
- 1984 : Le Flic de Beverly Hills (Beverly Hills Cop) : Victor Maitland
- 1985 : Transmutations de George Pavlou : Hugo Motherskille
- 1985 : Rambo 2 : La Mission (Rambo: First Blood Part II) : Lt. Col. Podovsky
- 1985 : Révolution (Revolution) : Sgt. Jones
- 1986 : La Griffe du destin (Sins) (feuilleton TV) : Karl Von Eiderfeld
- 1986 : Absolute Beginners : The Fanatic
- 1986 : Under the Cherry Moon : M. Sharon
- 1987 : Metamorphosis (TV) : M. Samsa
- 1988 : Prisoner of Rio : Jack McFarland
- 1988 : Les Orages de la guerre (War and Remembrance) (feuilleton TV) : Adolf Hitler
- 1990 : Silent Night (série télévisée) : Harry
- 1990 : Les Frères Krays (The Krays) : George Cornell
- 1991 : The Tell-Tale Heart (TV) : The Man
- 1991 : A Season of Giants (TV) : Savonarola
- 1992 : Les Visiteurs de l'au-delà (TV) : Addison Leach
- 1994 : Decadence : Steve / Les / Helen's Couturier
- 1995 : Fair Game : le colonel Ilya Kazak
- 1996 : Flynn : Klaus Reicher
- 1997 : Doppelgänger : Backhander, Reggie (voix)
- 1997 : Love in Paris : Vittorio DaSilva
- 1998 : Légionnaire (Legionnaire) : Sgt. Steinkampf
- 2000 : Rancid Aluminium : M. Kant
- 2000 : Au commencement... (In the Beginning) (TV) : Potiphar
- 2001 : Hans Christian Andersen: My Life as a Fairy Tale (TV) : Meisling
- 2001 : Attila Le Hun (Attila) (TV) : le roi Rua
- 2001 : Beginner's Luck : Magic Bob
- 2002 : NCS Manhunt (série télévisée) : George Rolf
- 2002 : Bokshu the Myth
- 2002 : Riders : Surtayne
- 2002 : 9 Dead Gay Guys : Jeff
- 2003 : Les Enfants de Dune (Children of Dune) de John Harrison (feuilleton TV) : Stilgar
- 2004 : Charlie : Charlie Richardson Sr.
- 2004 : Headrush : l'oncle
- 2004 : Nous étions libres (Head in the Clouds) : Charles Bessé
- 2004 : Les Mariées : Karaboulat
- 2005 : 1520 par le sang du glaive (The Headsman ou Shadow of the Sword), de Simon Aeby : l'inquisiteur
- 2005 : Forest of the Gods : le commandant Hoppe
- 2006 : Marple: By the Pricking of My Thumbs (TV) : Freddie Eccles
- 2006 : Pu-239 : Kurchatov
- 2010 : The Tourist : Reginald Shaw
- 2011 : The Borgias (série télévisée) de Neil Jordan : Jérôme Savonarole
- 2012 : Millénium : Les Hommes qui n'aimaient pas les femmes (The Girl with the Dragon Tattoo) de David Fincher : Dirch Frode
- 2013 : Red 2 de Dean Parisot : Cobb
- 2016 : Manhattan Night de Brian DeCubellis
- De 2018 à 2020 :  Vikings : Le Roi Olaf
- 2020 : Creation Stories de Nick Moran
- 2022 : Prizefighter de Daniel Graham : Walter

### comme scénariste
- 1987 : Metamorphosis (TV)
- 1991 : The Tell-Tale Heart (TV)
- 2002 : Shakespeare's Villains (TV)

### comme réalisateur
- 1994 : Decadence

## Voix françaises
| - Marc de Georgi dans : - Outland - Révolution - Igor De Savitch dans : - Octopussy - Rambo 2 : La Mission - Vincent Grass dans : - Les Enfants de Dune (mini-série) - The Tourist | et aussi - Francis Lax dans Orange mécanique - Jacques Ciron dans Barry Lyndon - Marcel Bozzuffi dans Le Flic de Beverly Hills - Richard Leblond dans Transmutations - Jacques Thébault dans La Griffe du destin (série télévisée) - Gérard Rinaldi dans Fair Game - Gilbert Levy dans Légionnaire - Benoit Allemane dans Attila le Hun (téléfilm) - Jean-Pierre Kalfon dans Riders - Georges Claisse dans Nous étions libres - Michel Le Royer dans The Borgias (série télévisée) - Dominique Paturel dans Millénium : Les Hommes qui n'aimaient pas les femmes - Jean-Jacques Moreau dans Red 2 - Roger Lumont dans Doctor Who (série télévisée) |

## Œuvres

### Pièces
- 1971 : Agamemnon
- 1975 : East
- 1980 : Greek
- 1981 : Decadence
- 1986 : Kvetch

### Poésie
- 2002 : Requiem for ground zero (poème mis en scène)